# Christian Barnekow
Christian Barnekow   (Lus e Sent Sauvaire, 28 de juliol de 1837 - Copenhaguen, 17 de juny de 1913) Va ser un noble danès, compositor, avi de Povl Hamburger i pare de Brita Barnekow.
Barnekow va néixer per pares danesos al sud de França, on vivien pel que fa a la salut del seu pare. Després de la mort del seu pare, el 1839, quan Christian Barnekow tenia només dos anys, la família es va traslladar a Dinamarca i Barnekow va créixer a la casa del seu avi. Barnekow va rebre lliçons de música de Niels Ravnkilde i més tard d'Edvard Helsted. Després de graduar-se el 1856, va continuar treballant amb la música i es va convertir en un pianista i òrganista de formació, després va començar a compondre música.
Barnekow vivia d'una riquesa privada sense ocupació ni a Copenhaguen ni a l'estranger. Junt amb músics i compositors (inclosos Emil Hartmann, Jørgen Malling, August Winding i Gottfred Matthison-Hansen), va organitzar concerts a l'hotel Phønix de Copenhaguen. Aquí es va erigir la seva òpera de 1861 Op. 1.
També va ensenyar de forma esporàdica i substituït com a organista per J.P.E. Hartmann i Niels Gade.
A més, va participar en treballs d'associació relacionats amb la música. Barnekow va ser president de la "Society for Publishing of Danish Music" 1871-1887, i el 1895 fins a la seva mort president de l'Associació de Música de Copenhaguen. Va ser nomenat professor de música el 1891 i és cavaller del "Dannebrogord" danès. Barnekow va compondre músiques de cambra, música d'orquestra, orgue, piano, composicions d'església i algunes cançons.
Barnekow també va publicar un llibre coral en 1878-92 i ha treballat en cançons espirituals més antigues (dels fills de Bach i Johann Abraham Peter Schulz) i articles d'orgue de Dietrich Buxtehude (per a piano i 4 mans).